# 2013 TF229
2013 TF229 est un objet transneptunien, faisant partie des plutinos, d'un diamètre d'environ 200 km.